# Міністерство добробуту Ізраїлю
Міністерство добробуту та соціального забезпечення Ізраїлю (івр. משרד הרווחה והביטחון החברתי, Місрад га-реваха ве-га-бітахон га-хевраті) — урядова установа Ізраїлю, яка відповідає за питання добробуту і надання соціальних послуг. Колишня назва: Міністерство праці, забезпечення та соціальних послуг Ізраїлю (івр. ‏משרד העבודה הרווחה והשירותים החברתיים‏‎), перейменовано 2021 року з підпорядкуванням відомства праці Міністерству економіки Ізраїлю.